# Histoire de la Soule

Armoiries de la Soule

La province de la Soule au Pays basque est habitée depuis au moins 29 000 ans par l’Homo Sapiens et depuis 230 000 ans par des hommes de Néanderthal. Les lieux ont été habités continuellement depuis la dernière glaciation. On y trouve plusieurs témoignages du Néolithique, et une quinzaine de camps protohistoriques. La première relation écrite relative à la Soule, dont les historiens soient certains, date du VIIe siècle.

## Jusqu'au Moyen Âge
Au Paléolithique moyen, la Soule était déjà peuplée, car on a trouvé des restes préhistoriques de l'Homme de Néandertal dans les grottes Xaxixiloaga à Aussurucq et Etxeberri. À la fin du Néolithique, la population a augmenté et a assimilé des techniques et connaissances d'autres populations. On trouve aussi une quinzaine de camps protohistoriques. Ils montrent une civilisation matérielle simple et un mode de vie dominé par l'élevage transhumant. Des découvertes monétaires, en particulier le trésor de Barcus témoignent d'une économie d'échanges qui relie la Soule à l'Aquitaine au nord et à l'Espagne au sud. 
Au temps de l'Empire romain, la Soule est un peu à l'écart du fait de son relatif isolement. La seule marque d'influence romaine en Soule est l'autel votif de la chapelle de la Madeleine près de Tardets. L'hypothèse selon laquelle les Sybillates ou Suburates soumis par Jules César au milieu du Ier siècle av. J.-C.  seraient les ancêtres des Souletins n'est pas avérée.
La première mention certaine de la Soule dans un texte date du VIIe siècle. En 636 l'armée franque du duc Arembert tombe dans une embuscade et est détruite par les Basques dans le « vallis subola » . Cette vallée est incluse dans le territoire des « Wascons » venus du sud des Pyrénées. Cette « Wasconia » devient la « Gascogne », en incluant la plupart des terres entre la Garonne et les Pyrénées. La Gascogne échappe plus ou moins à l'autorité franque et développe des échanges actifs avec l'Espagne comme le montre la découverte de 5 pièces wisigothiques à Mauléon en 1896.

## La vicomté de Soule

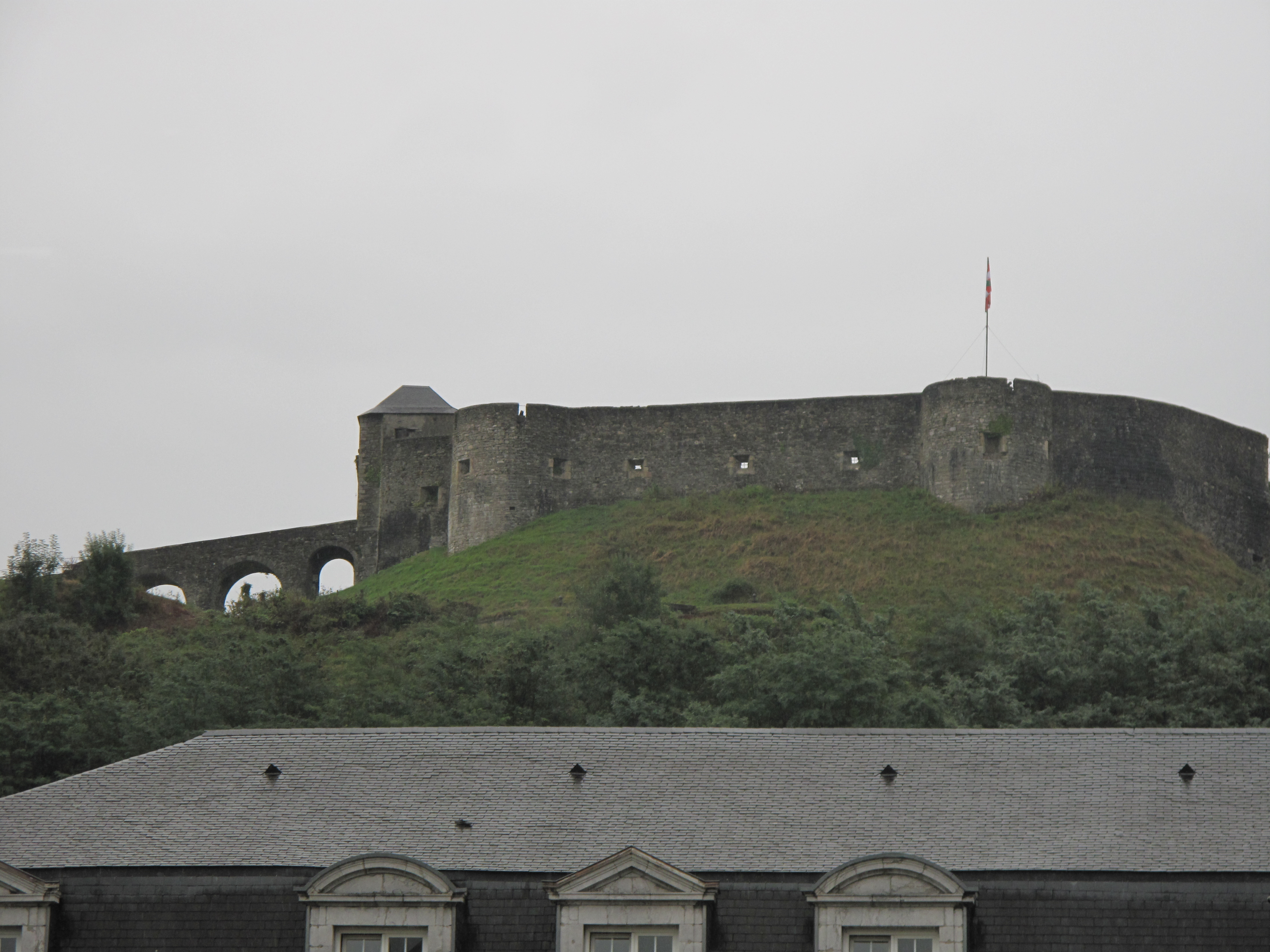
Le château-fort de Mauléon (reconstruit depuis)

Une première vicomté de Soule apparait au IXe siècle à l'initiative du royaume de Pampelune devenu indépendant en 824, entre l'émirat de Cordoue au sud et l'empire carolingien au nord.
Mais c'est en 1023 que Sanche V Guillaume de Gascogne investit Guillaume Fort (Guillen Azkar en basque) vicomte de Soule.
Ses descendants se succèdent pendant un peu plus de deux siècles. Ils s'appuient sur le petit mais puissant château-fort de Mauléon qui contrôle la route de l'Aquitaine vers l'Espagne. Ils compensent la petite taille de la vicomté par un jeu de bascule entre le royaume de Navarre au sud et le duché d'Aquitaine au nord. Ils combattent aussi les Maures en Espagne. Et doivent s'appuyer sur le royaume de Navarre pour repousser le vicomte du Béarn.
Mais avec le remariage d'Aliénor d'Aquitaine avec Henri de Plantagenet en 1152, le duché d'Aquitaine est rattaché à la couronne d'Angleterre qui devient très puissante. En 1261, après 10 ans de conflit, le dernier vicomte, Auger III, doit livrer son château au prince Édouard Ier d'Angleterre.
C'est de cette époque que date la mise en place de l'actuel réseau de villages et de chemins, sous l'autorité des seigneurs laïques et surtout des ordres religieux. Sainte-Engrâce est citée pour la première fois dans un document en 1085. L'Hôpital Saint-Blaise se construit à partir de 1148, l'hôpital d'Ordiarp est mentionné pour la première fois en 1189.

## La Soule « anglaise »
La Soule anglaise était placée sous l'autorité directe du duc d'Aquitaine qui est aussi le roi d'Angleterre. Il n'est venu que très rarement dans cette lointaine vicomté. Il délègue son autorité à un capitaine châtelain qui garde le château de Mauléon, perçoit les redevances, rend la justice avec les maitres des principales maisons nobles du pays. Sur les 14 capitaines châtelains, un seul est Anglais. La Soule est essentiellement dirigée par des Gascons et c'est en gascon que sont rédigés les actes officiels jusqu'au XVIe siècle. Le château de Mauléon est d'abord une forteresse faite pour la guerre où l'on fabrique même des canons. Du 6 au 19 août 1287, il est le cadre d'un évènement grandiose : la visite du roi d'Angleterre Édouard 1er (qui s'était emparé du château 26 ans plus tôt) et de la reine, en vue du mariage de leur fille Aliénor avec le roi Alphonse III d'Aragon. C'est l'occasion de plusieurs jours de fêtes. 
L'ancien vicomte de Soule Auger III était passé au service du roi de Navarre. Avec la reprise de la guerre entre Philippe IV le Bel et Édouard 1er d'Angleterre, Auger III prend le parti de la France et reconquiert son château en 1295, alors que le seigneur de Tardets reste fidèle aux Anglais. Mais la paix de 1303 rend l'Aquitaine à l'Angleterre et Auger III doit définitivement abandonner son château en 1307.
Les représentants de ce roi soucieux de paix et de bonne gestion contribuent à mettre en forme des institutions dont certaines ont duré jusqu'à la fin de l'Ancien Régime. La justice est rendue sous le chêne de Licharre par le capitaine châtelain et les dix potestats de Soule. Le pays est représenté par une assemblée les « États de Soule ». En 1377, les représentants du duc font procéder à un recensement des maisons leur devant des redevances. Ce document en gascon appelé le « censier gothique » donne les noms de presque tous les villages actuels et plus de mille maisons. À cette époque, la Soule ne devait guère compter plus de 4 000 habitants.
Les XIIIe et XIVe siècles sont pour la Soule une période de croissance démographique et de prospérité. La bastide de « Villeneuve de Tardets » est créée à partir de 1297 à l'initiative d'Auger III.
C'est aussi à cette époque que le quartier de la Haute-Ville de Mauléon se développe selon un plan de bastide, c'est-à-dire de ville autour d’un marché. Une place commerciale qui pouvait enrichir le château mais aussi le protéger par son cordon de maisons fortifiées entourées parfois de murailles comme un avant poste défensif. On ne connait pas exactement sa date de création. Elle est mentionnée pour la première fois par un notaire de Navarrenx en 1387 sous le nom gascon de « Lo marcadiu et Bastide de Mauleoo ». Mauléon est une ville de marchands et d'artisans, pour la plupart d'origine béarnaise ou gasconne.
Un parchemin du 4 juin 1373 donne l’autorisation de l’évêque d’Oloron pour élever dans l’enceinte de la Haute-Ville la chapelle Notre-Dame de la Haute-Ville dépendant de l’église paroissiale de Berraute-Mauléon, que les habitants de la Haute-Ville jugeaient trop éloignée. Malgré sa petite taille, cette chapelle hébergea à deux reprises l'évêque d'Oloron et son chapitre de chanoines : De 1378 à 1412, lors du Grand Schisme d'Occident qui vit les catholiques se diviser entre partisans du pape de Rome et ceux de celui d’Avignon. Et de nouveau, de 1570 à 1599 lors des guerres de religion quand l'évêque d'Oloron Claude Régin, chassé de sa cathédrale par les protestants, s'y réfugia.
La guerre de Cent Ans qui ravage de nombreuses provinces ne concerne la Soule que dans les dernières années.
En 1449, une armée de plusieurs milliers d'hommes commandés par Gaston IV de Foix-Béarn vient prendre possession du château au nom du roi de France. C'en est fini de la présence anglaise en Soule.

### Liste des capitaines châtelains
- 1261-1275 : Oger de la Mothe, chevalier.
- 1275-1277 : Gaillard d'Ornon.
- 1277-1289 : Vital de Caupenne, chevalier.
- 1289-1295 : Hélie de Caupenne, neveu du précédent, chevalier. Également sénéchal de Périgord.
- 1295- : Raymond-Arnaud de Laàs, seigneur de Laàs
- 1307-1307 : Garcie-Arnaud d'Ezpeleta, chevalier, seigneur d'Ezpeleta
- 1307-1308 : Fortaner de Batz.
- 1308-1309 : Pierre Pelet, damoiseau.
- 1309-1320 : Odon de Miossens, seigneur de Miossens, valet du roi. Maire de Bordeaux (1320-1322)
- 1320-1350 : Raymond de Miossens, valet du roi, maire de Bordeaux (1323).
- 1350- : Raymond-Guillaume de Caupenne, chevalier, sire de Caupenne.
- 1393-1432 : Charles de Beaumont, chevalier, seigneur de Guiche, de Curton, de Noailhan, et de Saint-Martin-de-Hinx, ricombre et alferez de Navarre, châtelain de Saint-Jean-Pied-de-Port.
- 1434-1446 : Humphrey de Lancastre, duc de Gloucester, comte de Pembrock, protecteur et grand chambellan d'Angleterre.
- 1446-1449 : Louis de Beaumont, comte de Lerín et connétable de Navarre.
- 1449-1453: Gaston de Foix
- Guimon Dessa.
- Guicharnaud de Lescun.
- 1463-1465: Arnaud de Salies, écuyer.
- 1465-1477 : Bernard de Sainte-Colomme, chevalier.

## La Soule « française »

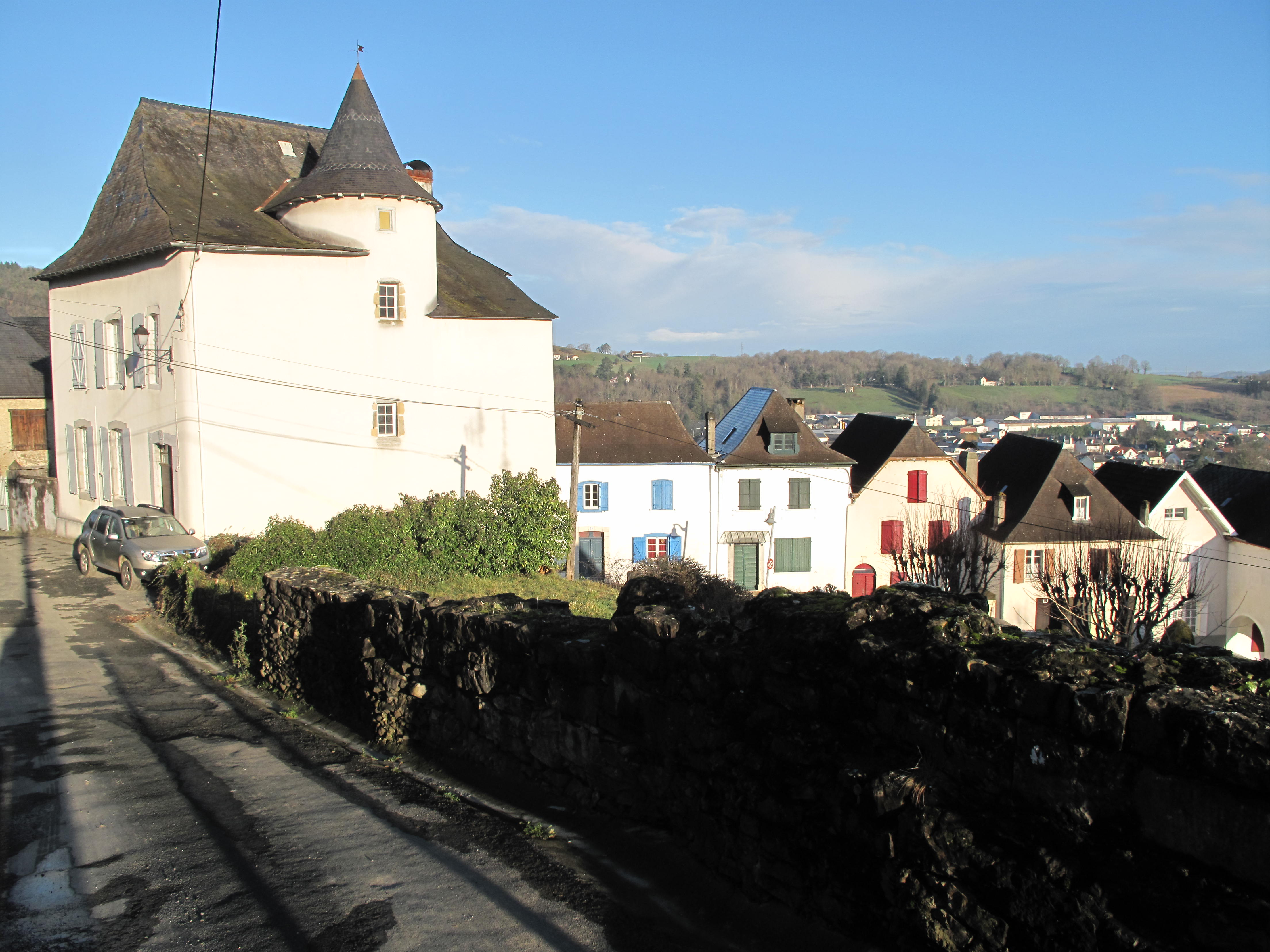
Le manoir de Béla et les maisons de la Haute-Ville

À la suite de péripéties complexes, la Soule est définitivement réunie au domaine du roi de France en 1512. C'est la plus petite province du royaume et la plus éloignée du centre du pouvoir. Elle est entourée du royaume de Navarre au sud et de la vicomté du Béarn à l'est qui étaient alors indépendants. Bien qu'elle comporte plus de cinquante villages et bourgs, la Soule reste faiblement peuplée : pas plus de 4 000 habitants. La seule ville de la vallée, Mauléon, ne dépasse pas 350 habitants. Les famines et les épidémies frappent régulièrement. Mauléon et ses environs sont ravagés par une terrible épidémie de peste en 1463.
La Soule province frontière, subit les contrecoups de tous les conflits qui agitent le nord de l'Espagne et le sud de la France pendant plus d'un siècle. Les luttes entre les clans nobiliaires du royaume de Navarre à la fin du XVe siècle entraînent un certain nombre de violences. La chanson et la stèle de Berterreche en sont aujourd'hui des témoignages. Mauléon et la Soule sont envahis à la fin de l'année 1523 par une puissante armée espagnole. Le roi de France et la famille d'Albret propriétaire de la couronne de Navarre et du Béarn combattaient alors l'Espagne. 
Dans la deuxième moitié du XVIe siècle les guerres de religion ont des conséquences dramatiques. Mauléon est une des premières villes du Sud-Ouest où on signale la présence de « luthériens ». Ils sont nobles, marchands, hommes de loi. Ils sont l'objet d'une répression très dure de la part des autorités. En mars 1568, une émeute populaire s'en prend aux protestants de Mauléon et de Montory. Mais ceux-ci ont un puissant allié en la personne de Jeanne d'Albret, reine de Navarre, protestante convaincue. Elle tente de convertir ses sujets Béarnais et Navarrais. Elle envoie une puissante armée contre ses sujets révoltés. La Soule comme le Béarn ou la Gascogne est victime du passage des troupes. Mauléon et la plupart des villages environnants sont incendiés. Le peuple se réfugie dans les montagnes. Les années 1568-1569 sont certainement les plus violentes de l'histoire de la Soule. 
La Soule déchirée par le conflit religieux, est restée très majoritairement catholique. Des villages comme Barcus ou Tardets, des familles nobles comme les Luxe ou les Maytie animent la résistance du parti catholique. Une légende raconte que Pierre de Maytie aurait démoli de ses mains la chaire où prêchait un évêque gagné aux idées de la Réforme. Son fils Arnaud de Maytie, devenu évêque d'Oloron, lutte avec énergie pour le rétablissement du culte catholique. 
Pendant ces temps troublés la Soule apparaît comme une province relativement rebelle à l'autorité, avec des révoltes populaires à l'annonce de nouveaux impôts. On en signale en 1539, 1631 ou 1646. La plus importante a lieu en 1661 : plusieurs centaines de villageois dirigés par le curé de Moncayolle surnommé Matalas, prennent les armes, tiennent le pays pendant trois mois avant d'être écrasés par une armée royale. Cette révolte sans lendemain est cependant restée dans la mémoire des Souletins jusqu'à aujourd'hui.

## L'Ancien Régime

### Les États généraux de Soule
Malgré les guerres et les révoltes, la Soule a conservé ses institutions et ses coutumes. Sa situation de province frontière justifie le maintien jusqu'à la fin de l'Ancien Régime de deux importants privilèges : l'absence d'impôts directs et le droit de porter les armes. 
La Coutume de Soule rédigée en 1520 établit pour tous les Souletins la liberté personnelle et le libre usage des vastes terres communes : landes, forêts et montagnes. La base de la société est la maison « l’etxe » qui regroupe à la fois les bâtiments, les terres, la famille, les troupeaux, la place à l'église et au cimetière. Les maîtres de ces maisons participent à la gestion des affaires de la communauté, de la paroisse, mais aussi de la province par les États généraux de Soule. Ce système plus égalitaire que dans beaucoup d'autres provinces françaises est cependant éloigné d'une démocratie moderne, car les maisons les plus anciennes et les plus importantes ont plus d'influence que les autres. 

#### La Cour d'Orde
Les États généraux de Soule comprenaient deux corps parallèles, le Silviet, traditionnelle assemblée populaire à l'organisation proche de celle du Biltzar du Labourd (la Basse-Navarre possédait également ses propres États généraux, créés en 1523 par Henry II d'Albret, qui étaient conformes aux antiques Cortès du royaume de Navarre), et le Grand Corps, représentant le clergé et la noblesse. Les deux institutions, formant la Cour d'Orde (et pas d' "ordre" : Orda signifiant "tocsin" en basque, c'est la cour qui se réunit au son de la cloche), se réunissaient séparément. Une fois par an au moins, le dimanche suivant la fête des saints Pierre et Paul, la Cour d'ordre était convoquée par le syndic général du pays de Soule. Le Silviet et le Grand Corps possédaient chacun une voix à la Cour d'ordre, qui intervenait essentiellement dans le domaine financier, gérant les impôts directs et indirects.

#### Le Silviet
La Soule était formée de trois messageries, elles-mêmes divisées en dégairies, au nombre de sept, regroupant plusieurs paroisses qui élisaient leur député au Silviet. Outre les représentants paroissiaux, les députés des six bourgs royaux (Montory, Haux, Barcus, Larrau, Tardets et Sainte-Engrâce) et les sept dégans participaient au Silviet. Au XVIIIe siècle, cette assemblée se réunissait dans la forêt de Libarrenx. 
Le Silviet débattait principalement de problèmes fonciers (terres communes, usage de pâturages, concessions foncières).
Le Silviet perdit son rôle représentatif à partir de 1730.

#### Le Grand Corps
Six membres représentent le clergé : l'évêque d'Oloron, l'abbé de Sainte-Engrâce, le prieur de Larrau et les trois commandeurs des hôpitaux d'Ordiarp, de Berraute et de Saint-Blaise.
La noblesse se présente en rangs beaucoup plus serrés, puisqu'un nombre important de délégués sont membres de plein droit : les dix postestats (seigneurs justiciers) et une cinquantaine de seigneurs fonciers (« gentilshommes terretenants »), auxquels s'ajoutent les possesseurs de biens nobles.
Un certain nombre des familles propriétaires accèdent à la noblesse héréditaire. Elles essaient d'accroître leur pouvoir en occupant des charges au service du roi, en récupérant des redevances féodales, des droits de justice ou en s'appropriant les forêts et les pâturages. Les Tréville, les Béla, les Charitte acquièrent une autorité qui va bien au-delà des limites de la province. En Soule, ces familles doivent affronter des résistances fortes et organisées. Toutefois la pression conjointe de la noblesse et de l'administration royale met à mal le vieux système représentatif : en 1731, le Tiers État perd le droit de se réunir en assemblée.

### La situation économique
L'économie agro-pastorale fait vivre la Soule. La transhumance rythme la vie de tous ces habitants, en été vers les montagnes, mais aussi parfois en hiver vers la plaine et jusque dans les Landes. Une modeste activité commerciale assure une certaine prospérité à Mauléon. 
Depuis le milieu du XVIIe siècle, une révolution silencieuse est en marche. Louis de Froidour qui visite la Soule en 1672, signale les progrès d'une nouvelle culture : le « blé d'inde » ou maïs. Le développement du maïs ainsi que la fin des guerres et des révoltes armées expliquent une croissance démographique spectaculaire. On peut estimer que le nombre d'habitants est multiplié par 4 ou 5 en un siècle et demi. Le vieux système agro-pastoral est mis à mal. De nombreux cadets se retrouvent sans terre et sans avenir. On défriche les versants couverts de lande, à Lacarry, Chéraute, Lambarre, Aussurucq etc., et de nouvelles maisons naissent, parfois loin des villages. Les occupations de terre souvent illégales provoquent des conflits avec les vieilles maisons qui y envoyaient jusque-là leurs troupeaux. La catastrophique épizootie des bovins de 1776-1778 ajoute à la pauvreté et ébranle un peu plus l'économie traditionnelle.

## La Révolution et la première moitié duXIXesiècle
Grâce au docteur Larrieu, les cahiers de doléances des villages de Soule de 1789 ont été publiés. On y lit surtout un fort attachement aux libertés locales. Mais la révolution centralisatrice abolit ces libertés et les coutumes locales avec l'ensemble des privilèges.
Quelques années plus tard, la départementalisation décidée à Paris crée le nouveau département des Basses-Pyrénées, renommé en 1969 département des Pyrénées-Atlantiques pour un adjectif jugé moins péjoratif. Mauléon est sous-préfecture pour tout le Pays basque jusqu'en 1926. Mais c'est à la préfecture de Pau que se prennent vraiment les décisions.
La Soule est peu touchée par les violences révolutionnaires : quelques dizaines de suspects et d'émigrés, une seule victime de la Terreur. Les rumeurs de guerre, le passage de représentants en mission sèment l'inquiétude comme le montre la curieuse inscription à la porte d'entrée de l'église d'Ossas, mais les armées stationnent plus à l'ouest. L'État réclame des hommes pour servir sous les drapeaux. Comme dans le reste du Pays Basque l'insoumission reste massive pendant une grande partie du XIXe siècle.
Dans la vie politique ce sont les notables qui dominent : grands propriétaires, serviteurs de l'État, représentant des vieilles familles aristocratiques que la Révolution a généralement épargnées. Comme dans beaucoup de régions, l'action de ces personnalités associe service de l'État, respect de l'ordre établi et restauration du catholicisme. Toutefois la tradition contestatrice ne disparaît pas. Le meilleur représentant en est le poète Pierre Topet Etxahun (1782-1862) qui dans ses vers critique durement les notables de son village : Barcus. Cet esprit rebelle se manifeste lors des « émotions populaires » qui précèdent et accompagnent la Révolution de 1848. L'écrivain romantique Augustin Chaho né à Tardets-Sorholus (1811-1858) se fait le défenseur du peuple au Conseil Général et dans ses publications.  À la fin du XIXe siècle, beaucoup de villages ont leur minorité « rouge » républicaine et anticléricale opposée à la majorité « blanche » conservatrice et catholique.
L'économie traditionnelle ne connaît guère d'évolution. La Soule végète car coupée de ses relations traditionnelles avec l'Espagne par une frontière de plus en plus surveillée, et mal reliée au reste de la France. Mauléon, réunie à Licharre, le 19 mars 1841 n'arrive pas à dépasser les 1 500 habitants. En 1855, le choléra y fait des ravages. Barcus dépasse les 2 000 habitants au milieu du siècle, Larrau et Sainte Engrâce les 1 000. Dans ces villages surpeuplés où même les versants de collines les plus ingrats sont mis en culture, la misère est un spectacle courant et les pauvres ont faim. Dans les années 1830-1840, un grand nombre de communes fusionnent (Mauléon et Licharre, Tardets et Sorholus, Alçabéhéty et Sunharette).
À partir de 1840, des hommes et des femmes sont de plus en plus nombreux à quitter leurs villages. Comme dans le reste du Pays basque intérieur, en Béarn et en Bigorre, ces migrants ne vont pas en France, mais pour l'essentiel en Amérique. L'Argentine, l'Uruguay en ont accueilli le plus grand nombre au XIXe siècle. L'ouest des États-Unis devient une destination importante au XXe siècle. On peut estimer à plus de 10 000 le nombre de Souletins expatriés jusqu'en 1914. Cette vaste migration a été présentée comme une belle aventure pleine d'argent et de succès. Un certain nombre de Souletins sont en effet revenus riches au pays natal comme Léon Uthurburu de Barcus. Mais pour la plupart le grand voyage est un déchirement, suivi d'années de solitude et de vie difficile.
La population commence à diminuer du fait de l'émigration, mais le principal bouleversement dans les villages est le recul et parfois la disparition des catégories sociales les plus modestes : les paysans sans terre, les tisserands, les charbonniers et les employés des forges peu à peu ruinés par l'arrivée des produits de la grande industrie, les colporteurs et marchands ambulants. Les villages sont désormais peuplés majoritairement de familles de paysans petits et moyens propriétaires, dirigés par quelques familles de notables et le curé.

## Découpages administratifs
À la fin de l'Ancien régime (1790), le royaume de France est divisé en cantons, districts et départements. La Soule est alors englobée dans le nouveau département des Basses-Pyrénées (futures Pyrénées-Atlantiques).
L'ensemble des communes souletines de l'ancienne vicomté de Soule se trouve alors réuni dans le district de Mauléon qui se compose des cinq cantons suivants :
- le canton de Mauléon ;
- le canton de Barcus ;
- le canton de Domezain ;
- le canton de Tardets ;
- le canton de Sunharette.

Les districts sont supprimés en 1795. Une importante réforme territoriale a lieu en 1800-1801 dans toute la France. Les arrondissements sont créés et remplacent plus ou moins les anciens districts et le nombre des cantons est réduit ("loi portant réductions des justices de paix"). Les communes du canton de Barcus sont intégrées dans le canton de Mauléon, les communes du canton de Sunharette dans le canton de Tardets et les communes du canton de Domezain dans canton de Saint-Palais (ancienne Basse-Navarre).
Mauléon devient alors la sous-préfecture d'un nouvel arrondissement incorporant les cantons de Mauléon, Tardets et Saint-Palais mais aussi les cantons de Saint-Étienne-de-Baigorry, Saint-Jean-Pied-de-Port et d'Iholdy.
L'arrondissement de Mauléon existe de 1800 à 1926. À cette date, les cantons de Tardets-Sorhulus et de Mauléon-Licharre sont intégrés à l'arrondissement d'Oloron-Sainte-Marie. Le canton de Saint-Palais est lui rattaché à l'arrondissement de Bayonne.
Ainsi, en deux siècles, la Soule historique a été progressivement découpée en différentes divisions administratives (trois cantons, deux arrondissements).
Cependant, il est à noter que les communes pastorales de la Soule historique se retrouvent toujours intégrées dans la commission syndicale du Pays de Soule créée en juin 1838.
De plus, les communes des cantons de Tardets-Sorhulus et de Mauléon-Licharre se sont réunies en intercommunalité dans la communauté de communes de Soule-Xiberoa. Cependant, cette structure intercommunale exclut les communes souletines du canton de Saint-Palais et la commune d'Esquiule tout en intégrant depuis 2012 la commune béarnaise de Lichos.

## Au temps de la Troisième République: 1870 - 1940
Beaucoup de Souletins ont vécu jusqu'au début des années 1950 comme au XIXe siècle. L'économie rurale traditionnelle n'évolue que très peu. C'est un système de polyculture associant culture et élevage transhumant. Une bonne partie de la production est consommée à la maison même (y compris les châtaignes), une faible part vendue sur les marchés locaux. La mécanisation est très limitée et l'industrie agro-alimentaire fait de timides débuts après 1900. L'émigration vers l'Amérique et la Première Guerre mondiale privent les villages d'une partie de leurs habitants - les jeunes en particulier - et contribuent à figer l'économie et la société villageoise.
C'est à Mauléon qu'ont lieu les bouleversements les plus marquants avec le développement d'une industrie de l'espadrille. Vers 1850 : huit « fabricants » d'espadrille achètent la matière première (toile et tresse de jute), la font travailler à des ouvriers à domicile et revendent les produits finis, dans la région mais aussi au-delà jusqu'en Argentine. Vers 1880, l'ère industrielle fait irruption à Mauléon avec la création des premières grandes usines dotées de machines et d'un personnel nombreux. L'espadrille est produite en masse pour les mineurs du nord de la France. C'est le temps des entrepreneurs audacieux aux débuts auréolés de légende comme Pascal Cherbero, le plus puissant industriel de la ville avant 1914.
Les familles Béguerie ou Bidegain constituent de véritables dynasties d'industriels.  Dans les années 1930 la personnalité marquante est René Elissabide l'homme aux multiples idées et aux faillites nombreuses. La réussite de cette industrie tient beaucoup au travail acharné de milliers de travailleurs souvent très mal payés. Mauléon attire des centaines d'émigrants venus de la Navarre et de l'Aragon. Chaque automne la ville voit arriver les « hirondelles », jeunes Navarraises et Aragonaises venues faire la saison. Ces ouvriers doivent s'entasser dans les vieilles maisons de la Haute ville ou dans la « ville en bois » qui est un vrai bidonville. Le paternalisme des patrons n'atténue que peu l'inégalité des conditions de vie. 
Mauléon connait une forte expansion, comptant 4 700 habitants en 1911. Entre 1880 et 1900, le paysage urbain se transforme profondément avec la construction des usines, d'une gare en 1887, d'une nouvelle église inaugurée en 1885, de magasins et de cafés. La ville est une des premières électrifiées du département en 1891. 
Le Mauléon du début du XXe siècle présente des contrastes saisissants : ville industrielle et ville moderne mais aussi marché où se rassemble le monde rural basque. Comme les autres villes et bourgs du Pays basque c'est une véritable métropole religieuse : un couvent, trois écoles catholiques, une église refaite à neuf, un clergé nombreux assurant une présence forte de la religion. 
Toutefois, les idées républicaines et laïques progressent. On vote plus républicain et plus à gauche à Mauléon et dans les cantons souletins que dans le reste du Pays basque, du moins jusqu'en 1914. Le pouvoir local reste aux mains des mêmes familles de notables auxquelles se sont ajoutés les industriels les plus en vue. Après 1918, la personnalité du député nationaliste et d'extrême droite Jean Ybarnegaray domine la vie politique locale. Dans le même temps une gauche plus radicale émerge. En mars 1917 et janvier 1918, les ouvriers de l'espadrille déclenchent des grèves contre la vie chère. Le vote socialiste progresse.
À la fin des années 1930, la Soule est confrontée aux conséquences de la guerre d'Espagne. Des dizaines de réfugiés viennent à Mauléon pour fuir la répression franquiste. Face à ses drames, l'opinion locale est très divisée. Si certains (en particulier dans la population ouvrière de Mauléon) ont des sympathies pour les Républicains, une grande partie des notables et du clergé les considère comme des "rouges" et soutient Franco. Le député Ybarnegaray s'oppose à l'installation d'un camp de réfugiés dans sa circonscription. Finalement, le camp fut créé en 1939 quelques kilomètres plus loin, à Gurs.

## Occupation et Résistance 1940 - 1944

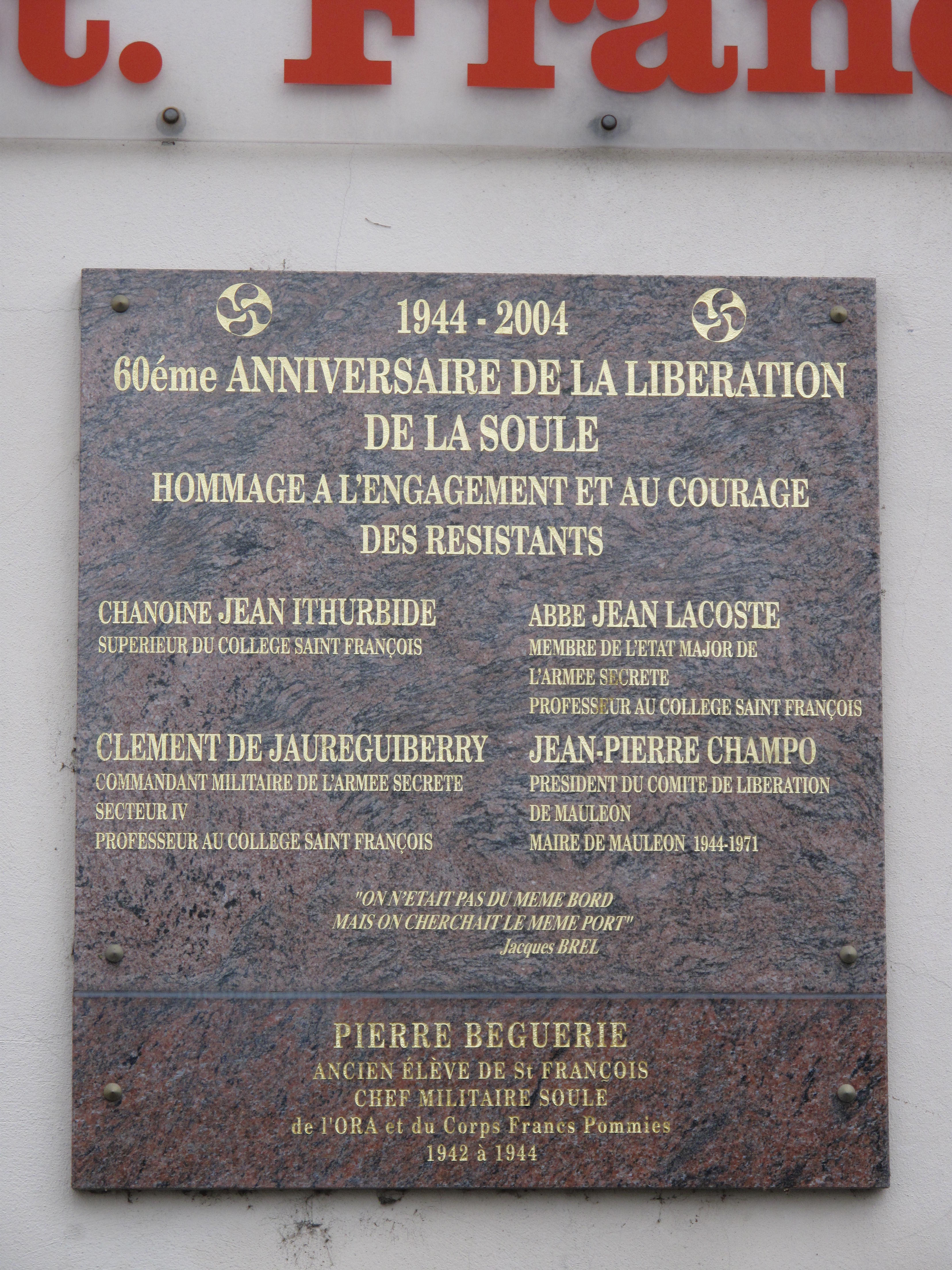
Plaque commémorative de la Libération de la Soule et montrant les opinions diverses des résistants

Après la défaite de 1940, la Soule, comme beaucoup d'autres régions de France, doit vivre avec la pénurie, l'inquiétude sur le sort des prisonniers de guerre, l'arrivée de réfugiés venus de Lorraine. La vallée devient une zone de passage pour tous ceux qui veulent fuir l'Europe occupée. Dès la fin de 1940, des ouvriers, des commerçants des paysans et des bergers deviennent passeurs. Peu à peu ce sont de véritables réseaux qui se constituent : plusieurs milliers de combattants de la France Libre, d'aviateurs et de Juifs leur doivent la liberté. 
Mauléon et Tardets se retrouvent dans la zone libre et sous l'autorité du régime de l'État français. Dans les premières années celui-ci peut compter sur l'appui des notables de la région qui regardent avec méfiance la population ouvrière de Mauléon d'origine espagnole. À la fin de 1942, c'est l'occupation directe par les forces allemandes et avec elle l'atmosphère se tend. Les habitants doivent s'habituer à la présence de soldats qui défilent dans les rues de Mauléon, logent dans un hôtel et une partie du collège catholique. À Tardets la garnison est forte de plusieurs dizaines d'hommes : douaniers, gendarmes, agents de la Gestapo. La répression contre les passeurs, les militants politiques et les premiers actes de résistance devient brutale.
La résistance peu à peu s'organise. Elle regroupe des personnes d'origines très diverses : militants ouvriers et syndicalistes, notables patriotes qui ont cessé de croire en Pétain, paysans ou réfugiés. On peut citer le syndicaliste Jean-Pierre Hegoburu, l'instituteur Jean-Pierre Champo, les abbés Lacoste et Ithurbide, Clément de Jaureguiberry et l'industriel Pierre Béguerie. Deux organisations se constituent : l'une dépend de l'Armée secrète, l'autre plus militarisée, du Corps Franc Pommiès. Des divergences les opposent sur les moyens de participer à la libération. Mais chacune y contribue. Les forces allemandes sont malmenées et les accrochages tournent parfois à des opérations de grande ampleur. Le 11 août 1944, cinquante soldats allemands sont capturés à Mauléon, le 25 août 1944 c'est toute la garnison de Tardets qui doit se rendre : 150 hommes fortement armés. La population civile a parfois payé chèrement la libération. Le 27 juin, L'Hôpital-Saint-Blaise est victime d'une rafle. Le bourg de Barcus est encerclé à son tour le 10 juillet. Mauléon est bombardée le 12 août. Plusieurs dizaines de personnes meurent fusillées ou en déportation. Mauléon a gagné sa croix de guerre 1939-1945.

## Les bouleversements de la deuxième moitié duXXesiècle
Avec la paix, le retour des prisonniers, la confiance retrouvée en l'avenir, la modernité pénètre largement la Soule. La modernisation de l'agriculture est voulue par des notables, des élus locaux ou des prêtres. Elle est lancée par de jeunes ruraux qui sont des militants de la Jeunesse agricole catholique : "Gazte eta laborari". La mécanisation lancée timidement après 1945 s'accélère à la fin des années 1950. La Coopérative agricole de la Soule connait de modestes débuts en 1947. Autour de 1960 l'arrivée du bulldozer est une vraie révolution : des chemins carrossables relient toutes les maisons isolées, les landes les plus accessibles sont converties en prairies et en cultures. La modernisation se fait toutefois lentement en particulier dans l'élevage. Il faut attendre les années 1970 pour que se développe sur place une industrie agro-alimentaire moderne. L'agriculture reste familiale. Contrairement à d'autres régions rurales, le lien avec les savoir-faire anciens n'est pas rompu.
L'irruption de la modernité a des conséquences positives : hausse du niveau de vie, l'arrivée du confort et de l'électricité même dans les maisons isolées. Les contraintes collectives et familiales se desserrent. L'individualisme, le mode de vie urbain pénètrent peu à peu la campagne. De nouvelles routes ouvrent la vallée sur le massif d'Irati, la Navarre, le massif de la Pierre-Saint-Martin. Mais la Soule éloignée des grandes villes, des grands axes de communication et des lieux de pouvoir subit aussi les conséquences négatives de ces bouleversements. L'exode rural s'accélère, la population diminue de plus d'un tiers et elle vieillit. La pratique de la langue basque, qui était quotidienne dans tous les villages, recule sous l'effet de la scolarisation et de la télévision.
Mauléon reste jusque dans les années 1970, un petit bassin industriel voué presque exclusivement à la production d'espadrilles. On y a compté jusqu'à 3 000 emplois en 1977. Les crises alternent avec des périodes de prospérité. René Elissabide crée en 1950 la célèbre Pataugas. Cette industrie permet l'installation de la 2e vague d'immigration de l'histoire récente de la Soule : environ 400 Portugais viennent habiter à Mauléon et dans les environs. Les industriels réussissent la reconversion de l'espadrille en chaussure de loisir, mais les méthodes de productions et le produit n'évoluent pas assez. En 1977 et 1978, les importations d'espadrilles espagnoles, puis chinoises portent un coup fatal à cette industrie. Peu à peu les usines ferment jusqu'à la dernière, en 2002. Aujourd'hui ce sont des ateliers artisanaux qui maintiennent la tradition de l'espadrille.
À la fin des années 1970, la crise industrielle, les difficultés de la petite agriculture et le risque de désertification laissent craindre un avenir très sombre pour la Soule. Mais les facteurs de renaissance sont déjà là. La modernisation agricole se poursuit. La culture basque connaît un renouveau et utilise les formes d'expression modernes. La tradition des pastorales et des mascarades retrouve une nouvelle jeunesse. Les acteurs de la vie locale entrepreneurs, élus ou militants associatifs ont pris prennent l'habitude de se rencontrer et de réfléchir sur l'avenir de la vallée. À partir de 1975 sont élaborés des contrats de pays puis des Projets collectifs de développement. Avec l'aide des partenaires publics (département, région, État, Europe), la Soule réussit à diversifier son industrie, à créer des filières agro-alimentaires, l'équipement en services et à améliorer le niveau de formation des jeunes : on y compte aujourd'hui trois collèges et quatre lycées. L'ensemble des acteurs du pays prennent peu à peu conscience que la culture et la langue basque est une des principales richesses du pays.